# Resolució 2245 del Consell de Seguretat de les Nacions Unides
La Resolució 2245 del Consell de Seguretat de les Nacions Unides fou adoptada per unanimitat el 9 de novembre de 2015. El Consell va revisar la Missió d'Assistència de les Nacions Unides a Somàlia (UNSOM) i la va reanomenar Oficina de Suport de les Nacions Unides a Somàlia (UNSOS), amb la missió de proporcionar suport logístic a l'AMISOM i a l'exèrcit somali en operacions conjuntes.

## Contingut
La missió de la UNSOA de les Nacions Unides era donar suport a l'AMISOM, força de manteniment de la pau de la Unió Africana a Somàlia i a l'exèrcit de Somàlia, principalment en el camp de la logística. La força de manteniment de la pau i l'exèrcit participaven en la lluita contra el grup terrorista Al-Xabab. La demanda de suport logístic, però, s'havia incrementat bruscament i la UNSOA ja no podia seguir.
El nom de la missió es va canviar a "UNSOS" (Oficina de Suport de les Nacions Unides a Somàlia). La intenció era proporcionar un màxim de 22.126 soldats AMISOM amb racions, aigua, allotjament, infraestructura, manteniment d'equipament rebut o prestat, vehicles blindats, assistència mèdica, avions, comunicació, gestió d'explosius i transport.
L'exèrcit somali també va rebre suport a 10.900 efectius en forma d'aliments, aigua, combustible, transport, tendes de campanya, comunicació i evacuació mèdica durant les operacions conjuntes amb AMISOM.
A més, la missió de la UNSOM, que assessorava i ajudava al govern somali, també va rebre serveis de suport de la UNSOS.